# 利韋里亞

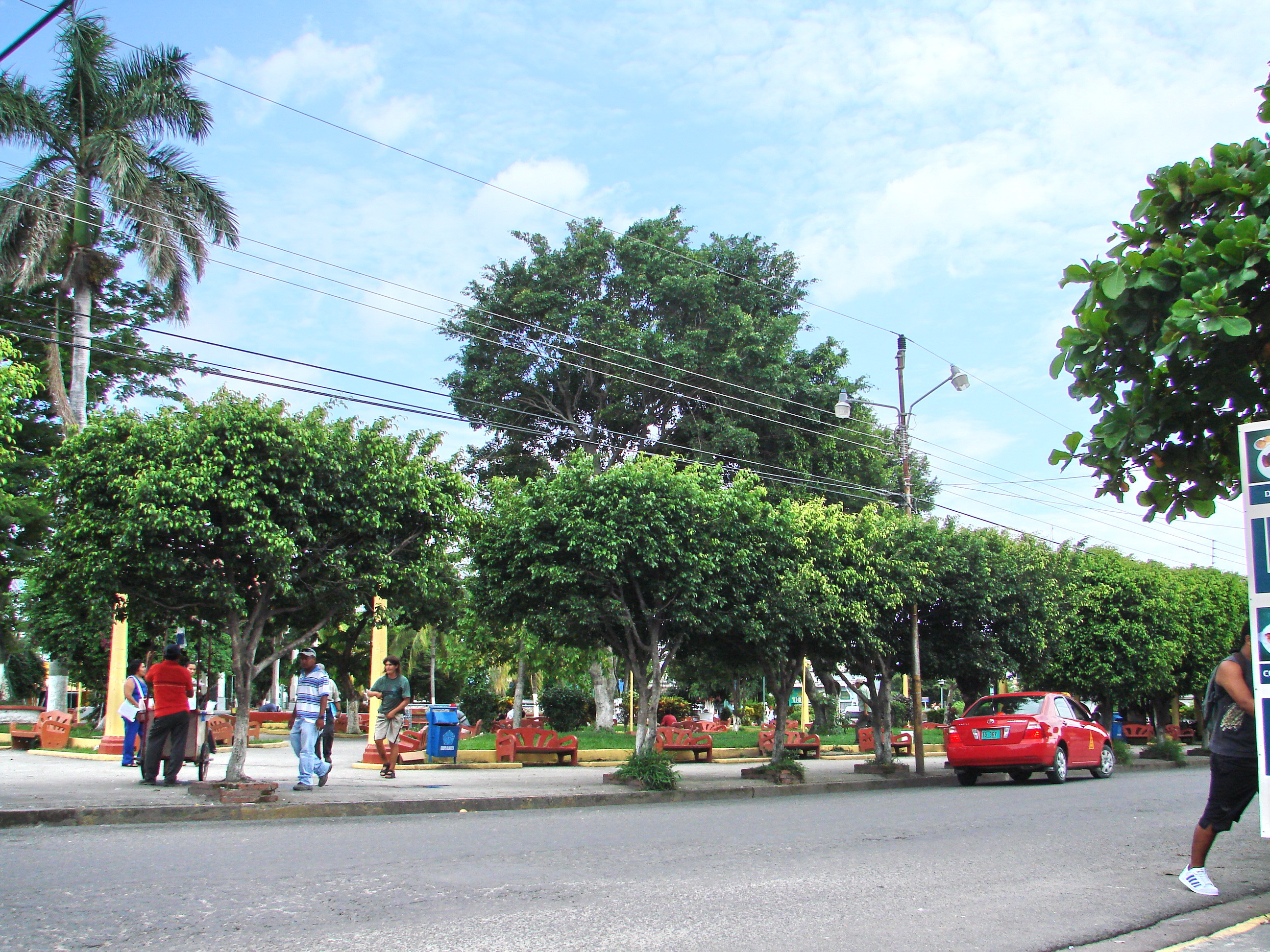
利韋里亞

利韋里亞（西班牙語：Liberia）是哥斯達黎加的城市，也是瓜納卡斯特省的首府，位於該國西北部，始建於1831年，原名瓜纳卡斯特镇，1854年易今名。海拔高度144米，每年平均降雨量1,661毫米，2012年人口62,995。